# Faramea caudata
Faramea caudata är en måreväxtart som beskrevs av George Gardner. Faramea caudata ingår i släktet Faramea och familjen måreväxter. Inga underarter finns listade i Catalogue of Life.